# Descubriendo a Forrester
Descubriendo a Forrester (Finding Forrester) es una película de 2000 dirigida por Gus Van Sant y protagonizada por Sean Connery.

## Trama
Jamal es un joven del Bronx con un don excepcional para la escritura y el baloncesto. Cuando saca la nota más alta de su instituto en los test de inteligencia llama la atención de un exclusivo y elitista colegio de Manhattan. En su nuevo instituto se hace amigo de la estudiante Claire a la vez que conoce a un  anciano que vive recluido en un apartamento de su barrio. Este hombre resulta ser William Forrester, el misterioso ganador del Premio Pulitzer que  lleva desaparecido varias décadas. Desde ese momento ambos construyen una relación cimentada en la confianza y la literatura: Forrester ayuda a Jamal el cual se encuentra con grandes dificultades para integrarse debido a las grandes diferencias sociales e incluso raciales a la vez que  cada vez se estrecha su relación con Claire.

## Reparto
| Actor             | Personaje             |
| ----------------- | --------------------- |
| Sean Connery      | William Forrester     |
| Rob Brown         | Jamal Wallace         |
| F. Murray Abraham | Prof. Robert Crawford |
| Anna Paquin       | Claire Spence         |
| Busta Rhymes      | Terrell Wallace       |
| April Grace       | Sra. Joyce            |
| Michael Pitt      | John Coleridge        |
| Michael Nouri     | Dr. Spence            |
| Richard Easton    | Prof. Matthews        |
| Glenn Fitzgerald  | Massie                |
| Stephanie Berry   | Janice Wallace        |
| Fly Williams III  | Fly                   |
| Damany Mathis     | Kenzo                 |
| Damion Lee        | Clay                  |
| Matt Damon        | Steven Sanderson      |

El director Gus van Sant también realizó un cameo como ayudante de biblioteca, pero no aparece acreditado.